# Bruna Genovese
Bruna Genovese, née le 24 septembre 1976 à Montebelluna, est une athlète italienne spécialiste du marathon. Elle a remporté le Marathon de Tokyo en 2004.

## Palmarès

### Jeux olympiques
- Jeux olympiques de 2004 à Athènes ( Grèce)
  - 10e sur le marathon

### Championnats d'Europe d'athlétisme
- Championnats d'Europe d'athlétisme de 2006 à Göteborg ( Suède)
  - 6e sur le marathon

### Marathons
- Marathon de Tokyo
  - Vainqueur en 2004